# Kvalitetsjusterade levnadsår
Kvalitetsjusterade levnadsår, eller QALY efter engelskans quality-adjusted life years, är ett mått med vilket man kan väga olika medicinska insatser mot varandra. Idén bygger på att man skall inte enbart ta hänsyn till hur många år extra som olika medicinska insatser kan ge utan också ta hänsyn till kvalitén på dessa år. En fullt frisk person anses ha värdet 1 och en död har värdet 0. Ett år i full hälsa motsvarar 1 QALY. QALY kan räknas ut genom att patienten skattar sin hälsa genom något hälsomått.

## Exempel
Anta att patient 1 och patient 2 har samma sjukdom, patient 1 får läkemedel A medan patient 2 får läkemedel B. Behandling A ger ett års överlevnad medan behandling B ger två års överlevnad. I detta läge kan det verka självklart att behandling B är överlägsen behandling A, dock har kvaliteten på åren ej tagits hänsyn till. Nästa steg är att patienterna får skatta sin hälsa på en skala där 1 representerar bästa möjliga hälsa och 0 representerar det motsatta. 
- Patient 1 skattar sin hälsa till 1 då ger detta: 1 år * 1 = 1 QALY
- Patient 2 skattar sin hälsa till 0,5 då ger detta: 2 år * 0,5 = 1 QALY

I det här exemplet är det ingen skillnad då man inte bara tar hänsyn till antal år utan också kvaliteten på åren.
Det finns olika metoder för skattning av "hälsa", bland annat
- EQ-5D (livskvalité)
- SF-6, SF-12, SF-36 (livskvalité)
- VAS (visuell analogskala) (exempelvis avseende smärta)